# John Campbell (2e marquis de Breadalbane)
Pour les articles homonymes, voir John Campbell et Campbell.
John Campbell, né le 26 octobre 1796 à Dundee et mort le 8 novembre 1862 à Lausanne (Suisse), deuxième marquis de Breadalbane, est un homme politique écossais.

## Biographie
Il est le fils de John Campbell (1er marquis de Breadalbane) (auparavant 6e comte de Breadalbane) et de Mary Turner Gavin. Son père a été lieutenant-général au sein de l'armée britannique et membre du Clan écossais Campbell. En succédant à son père à sa mort en 1834, il devient 2e baron de Breadalbane de Taymouth Castle, 2e comte d'Ormelie, 2e marquis de Breadalbane, 5e comte de Breadalbane and Holland, 5e Lord Glenurchy, Benederaloch, Ormelie and Weick, 9e baronnet Campbell, de Glenorchy, et 5e vicomte de Tay and Paintland. Son clan est installé au Château de Taymouth (en), dans le Perthshire. Il s'est marié en 1821 avec Lady Elizabeth Baillie, une Lady of the Bedchamber de la reine Victoria, et n'ont pas d'enfant,.
Après des études à Eton College, il se lance en politique et se fait élire à la chambre des communes pour la circonscription de Okehampton dans le Devon en 1820. Après la réforme électorale de 1832, il parvient à se faire élire dans son fief, le Perthshire. Après la mort de son père en 1834, il devient automatiquement membre de la Chambre des lords. En 1848, il devient membre du Conseil privé et est nommé à la charge de Lord Chambellan, qu'il garde jusqu'en 1852 pendant le gouvernement de John Russell. Il tient le même poste pendant les gouvernements de George Hamilton-Gordon (1853-1855) puis de Henry John Temple (1855-1858),.
Parmi les autres fonctions qu'il a assumé, il a été recteur de l'université de Glasgow entre 1843 et 1845, gouverneur de la Bank of Scotland entre 1861 et 1862. Collectionneur d'art, il a été président de la Society of Antiquaries of London entre 1844 et 1862. Franc-maçon, il a été grand-maître de la Grande Loge d'Écosse entre 1824 et 1826. En 1843, lors du schisme des églises d'Écosse, il est un fervent partisan de l'Église libre d'Écosse,.